# Blace (Prozor-Rama, BiH)
Blace su naseljeno mjesto u općini Prozor-Rama, Federacija Bosne i Hercegovine, BiH.

## Stanovništvo

### 1991.
Nacionalni sastav stanovništva 1991. godine, bio je sljedeći:
ukupno: 181
- Muslimani - 88
- Hrvati - 83
- ostali, neopredijeljeni i nepoznato - 10

### 2013.
Nacionalni sastav stanovništva 2013. godine, bio je sljedeći:
ukupno: 86
- Bošnjaci - 61
- Hrvati - 25

## Vanjske poveznice
- Satelitska snimka  Arhivirana inačica izvorne stranice od 14. veljače 2021. (Wayback Machine)